# Klan Lamont
Lamont (gael. MacLaomainn) – szkockie nazwisko i nazwa klanu.
Lamontowie przybyli do Szkocji z Irlandii prawdopodobnie w V w. jako współtwórcy królestwa Dalriady. Terytorium klanu obejmowało półwysep Cowal w hrabstwie Argyll.
W XIV i XV w., dzięki małżeństwom z potężnym klanem Macdonaldów i łasce królewskiej, klan przeżywał okres rozwoju, zasiedlając m.in. wyspę Bute i rozprzestrzeniając się do hrabstw Fife, Dumfries i Galloway oraz południowego i północnego Ayrshire.
W XVII w. wskutek ekspansji sąsiednich Campbellów zaczął tracić terytoria, a poparcie sprawy Stuartów w powstaniach szkockich przyśpieszyło upadek siły i znaczenia klanu.